# Isabel Soares
Isabel Christina Soares (* 24. März 1983 in Avanca, Estarreja, Portugal) ist eine portugiesische Sängerin.

## Leben und Wirken
Dem deutschen Publikum wurde sie durch ihre Teilnahme an der deutschen Vorentscheidung zum Eurovision Song Contest 2002 bekannt. Obwohl ihr von Dieter Bohlen produzierter Beitrag Will My Heart Survive lediglich auf den sechsten Platz kam, erreichte er höhere Chartpositionen als der Siegertitel von Corinna May (produziert von Ralph Siegel). In der Presse wurde Soares’ Beitrag als Teil eines Zweikampfs zwischen Bohlen und Siegel medienwirksam inszeniert. Ihre zweite Single Like Snow in June erreichte wiederum die Top-50 der deutschen Verkaufscharts.
Besondere Aufmerksamkeit erhielt Soares im Jahr 2002 durch einen Fernsehauftritt bei TV total, bei dem sie durch ihre abgehobene Art den Moderator Stefan Raab aus dem Konzept brachte.
Soares lebt in Hamburg. In den Jahren 2005 und 2006 hat sie im NDW-Musical Sternenhimmel (mit Trio-Schlagzeuger Peter Behrens und Frl. Menke; Hohe Berge) mitgespielt.
Im Jahr 2007 spielte sie bei dem Musical Westerland im Delphi Showpalast in Hamburg mit, 2008 wie auch 2010 wieder im nachfolgenden Musical Mandy in Love. 2009 war sie im Musical In Dreams von Horst Kuska zu sehen. Danach spielte sie im Delphi Showpalast im Musical Sonne, Strand und mehr mit. 2013 wurde sie für das Musical Hüttenzauber engagiert.
2010 schloss sich Soares als Sängerin der Band Urbanize an, einem aus der Casting-Sendung X Factor entstandenen Hiphop-Trio. Bis zu dessen Auflösung im Jahre 2012 nahm Isabel Soares rund ein Dutzend Songs auf, wovon der Track Rad der Zeit die größte Medienpräsenz erfuhr. Das dazugehörige Album allerdings wurde erst nach der Trennung der Formation im Jahre 2012 im September auf dem Label 7us veröffentlicht.
Bei diesem Label unterzeichnete Isabel Soares 2013 auch einen Plattenvertrag. Am 20. September wurde dort die Single Something About You veröffentlicht. Am 4. Oktober kam das Album Thousand Words auf den Markt, das sehr Dance-Pop-orientierte Titel enthält. Mit Something About You gelang ihr auch der Eintritt in den Top100 der deutschen Dance-Charts. Produziert wurde das Album von Olaf Kriewald, mit dem Isabel Soares inzwischen verheiratet ist.

## Diskografie
- 2002: Will My Heart Survive (Single)
- 2002: Like Snow in June (Da Di Da Du) (Single)
- 2012: Deserve An Award (Single)
- 2013: Something About You (Single)
- 2013: Thousand Words (Album)